# Elisabeth Max-Theurer
Elisabeth Max-Theurer, née le 20 septembre 1956 à Linz, est une cavalière autrichienne de dressage.

## Biographie
Elisabeth Max-Theurer est sacrée championne olympique de dressage aux Jeux olympiques d'été de 1980 à Moscou avec le cheval Mon Cherie. Elle se classe onzième de l'épreuve individuelle de dressage et neuvième de l'épreuve par équipe aux Jeux olympiques d'été de 1984 à Los Angeles, avec Acapulco. Elisabeth Max-Theurer dispute sur sa monture  Liechtenstein ses derniers Jeux en 1992 à Barcelone, se classant huitième en dressage individuel.
Elle est la mère de la cavalière Victoria Max-Theurer.